# (22632) DiNovis
(22632) DiNovis (1998 KG64) – planetoida z grupy pasa głównego asteroid okrążająca Słońce w ciągu 3,56 lat w średniej odległości 2,33 j.a. Odkryta 22 maja 1998 roku.